# Vatikanstatens hemliga arkiv

Stämpel tillhörande Vatikanens arkiv.

Vatikanstatens hemliga arkiv (latin: Archivum Secretum Vaticanum), vilket är beläget i Vatikanstaten, är en central förvaringsplats för alla de handlingar som utfärdats av Heliga stolen. Arkiven innehåller därutöver statliga dokument, korrespondens, påvliga räkenskapsböcker och många andra dokument som kyrkan har byggt upp under århundradena. På 1600-talet togs arkivet bort från Vatikanens bibliotek på order av påven Paulus V och var helt stängt för utomstående till sent 1800-talet, när de öppnades igen av påve Leo XIII.
Vatikanens hemliga arkiv har beräknats innehålla nära 85 kilometer av hyllor och det finns 35 000 volymer endast i den selektiva katalogen: "Publicering av index, delvis eller i sin helhet, är förbjudet," i enlighet med de bestämmelser som gäller sedan 2005.
Enligt Vatikanens webbplats går den äldsta bevarade handlingen tillbaka till slutet av 700-talet e.Kr. "Överföring och politiska omvälvningar orsakade nästan en total förlust av allt arkivmaterial före Innocentius III." Från 1198 och framåt finns mer kompletta arkiv, även om dokumentationen är något knapphändig före 1200-talet. Dokumentationen inbegriper till exempel kung Henrik VIII av Englands begäran om ett upphävande av äktenskap och brev från Michelangelo.
Ingången till arkivet gränsar till Vatikanmuseerna och är genom Porta di Santa Anna på Via di Porta Angelica. Man har ingen publik internetanslutning och utvalda forskare måste i förväg fråga efter det exakta dokument de vill se. Därför måste de i förväg veta att ett sådant dokument finns. Material daterat efter 1939 är ej tillgängligt för allmänheten. Katalogen är inte färdigställd. Den nuvarande arkivarien är kardinal Jean-Louis Bruguès. Raffaele Farina och Jean-Louis Tauran är arkivarie emeriti.